# Casa săbiilor zburătoare
Casa săbiilor zburătoare (în chineză: 十面埋伏) este un film de dragoste wuxia din 2004 regizat de Zhang Yimou și avându-i în rolurile principale pe Andy Lau⁠(d), Zhang Ziyi și Takeshi Kaneshiro. Spre deosebire de alte filme wuxia, el este mai mult o poveste de dragoste decât un film cu arte marțiale.
A fost lansat inițial într-o difuzare limitată în Statele Unite ale Americii pe 3 decembrie 2004, în New York și Los Angeles, și apoi a fost distribuit în toată țara două săptămâni mai târziu. Filmul a avut încasări de 11.050.094 de dolari la cinematografele americane, iar apoi a adus venituri semnificative pe piața home video din Statele Unite ale Americii.
Acest film a fost propunerea Chinei la Premiul Oscar pentru cel mai bun film străin în anul 2004, dar nu a fost nominalizat la acea categorie. A primit, în schimb, o nominalizare la premiul Oscar pentru cea mai bună imagine.

## Distribuție
- Andy Lau⁠(d) — căpitanul Leo (chineză simplificată: 刘捕头; chineză tradițională: 劉捕頭)
- Zhang Ziyi — Mei (chineză: 小妹)
- Takeshi Kaneshiro — căpitanul Jin (chineză simplificată: 金捕头; chineză tradițională: 金捕頭)

## Producție
Anita Mui⁠(d) a fost distribuită inițial pentru un rol major, care urma să fie ultima ei apariție în film. Ea a murit de cancer de col uterin înainte ca vreuna dintre scenele ei să fie filmată. După moartea ei, pe 30 decembrie 2003, regizorul Zhang Yimou a decis mai degrabă să modifice scenariul decât să găsească o înlocuitoare. Filmul este dedicat memoriei ei.
Cea mai mare parte a filmului a fost filmată în Munții Carpați din Ucraina (Parcul Național Huțulșcina), printre care scenele din zăpadă sau din pădurile de mesteacăn. Membrii echipei artistice și ai echipei tehnice au petrecut 70 de zile acolo din septembrie până în octombrie 2003 și au filmat în mare parte în regiunea orașului Cosău. Secvențele din pădurea de bambus au fost filmate în China. Cu toate acestea, din cauza ninsorii timpurii, realizatorii filmului au optat mai degrabă să modifice scenariul și anumite secvențe decât să aștepte ca zăpada să se dezghețe, deoarece frunzele erau încă în copaci. Regizorul Zhang Yimou a declarat mai târziu că, în ciuda vremii imprevizibile care a forțat modificările, a obținut efectul peisagistic dorit și a fost mulțumit de rezultatul final.

## Origini literare
Filmul prezintă tema unei femei frumoase care aduce nenorocire pentru doi bărbați. Această temă este împrumutată dintr-o poezie celebră scrisă de poetul dinastiei Han Li Yannian (李延年).

## Premii
Premii câștigate
- Premiile Boston Film Critics
  - Cea mai bună imagine (Zhao Xiaoding)
  - Cel mai bun regizor (Yimou Zhang)
  - Cel mai bun film într-o limbă străină (China/Hong Kong)
- Premiile Los Angeles Film Critics
  - Cel mai bun film într-o limbă străină (China/Hong Kong)
- Premiile Motion Picture Sound Editors
  - Cel mai bun sunet într-o producție străină
- Premiile National Board of Review
  - Cea mai bună scenografie
- Premiile National Society of Film Critics
  - Cel mai bun regizor (Yimou Zhang)
  - Cea mai bună imagine (Zhao Xiaoding)
- Premiile Satellite
  - Cea mai bună imagine (Zhao Xiaoding)
  - Cele mai bune efecte vizuale

Nominalizări
- Premiile Cinematografice de la Hong Kong
  - Cel mai bun film asiatic
- Premiile Oscar
  - Cea mai bună imagine (Zhao Xiaoding)
- Premiile Academy of Science Fiction, Fantasy and Horror Films
  - Cea mai bună actriță (Zhang Ziyi)
  - Cele mai bune costume (Emi Wada)
  - Cel mai bun regizor (Zhang Yimou)
  - Cel mai bun film fantastic
- Premiile BAFTA
  - Cele mai bune efecte vizuale speciale (Angie Lam, Andy Brown, Kirsty Millar și Luke Hetherington)
  - Cea mai bună imagine (Zhao Xiaoding)
  - Cele mai bune costume (Emi Wada)
  - Cel mai bun montaj (Long Cheng)
  - Cel mai bun film într-o altă limbă decât engleza (William Kong și Zhang Yimou)
  - Cel mai bun machiaj/cea ma bună coafură (Lee-na Kwan, Xiaohai Yang și Siu-Mui Chau)
  - Cea mai bună interpretare a unei actrițe într-un rol principal (Zhang Ziyi)
  - Cele mai bune decoruri (Huo Tingxiao)
  - Cel mai bun sunet (Tao Jing și Roger Savage)
- Premiile Vulturul de Aur
  - Cel mai bun film străin
- Premiile London Film Critics Circle
  - Filmul anului
  - Regizorul anului (Zhang Yimou)
  - Filmul anului într-o limba străină
- Premiile Satellite
  - Cea mai bună regie artistică/design de producție (Zhong Han)
  - Cele mai bune costume (Emi Wada)
  - Cel mai bun montaj (Long Cheng)
  - Cel mai bun film - Film străin (China)
  - Cel mai bun sunet (editare și mixare) (Jing Tao)
- Premiile Broadcast Film Critics Association
  - Cel mai bun film într-o limbă străină
- Premiile Online Film Critics Society
  - Cea mai bună imagine (Xiaoding Zhao)
  - Cel mai bun montaj (Long Cheng)
  - Cel mai bun film străin (China)
- Premiile Academiei Europene de Film
  - Cel mai bun film neeuropean – Prix Screen International